# 둥굴레차!
《둥굴레차!》는 기라3가 네이버웹툰에서 매주 일요일에 연재 중인 웹툰이다. 2013 대학만화 최강자전에서 2위를 했다.
2019년 8월 27일 기준 115화가 올려진 이후, 2025년 7월 현재까지 후속 회차의 업로드는 확인되지 않는다.

## 등장인물
- 주은찬
- 백건
- 현우
- 청가람

## 줄거리
사신의 증표를 가지고 태어난 네 무술소년들의 수련기